# Jonas Nilsson
Pour les articles homonymes, voir Nilsson.
Jonas Nilsson, né le 7 mars 1963 à Hedemora, est un ancien skieur alpin suédois, spécialiste du slalom.

## Palmarès

### Jeux olympiques d'hiver
| Édition / Épreuve   | Descente | Super G                          | Slalom géant | Slalom | Combiné                          |
| ------------------- | -------- | -------------------------------- | ------------ | ------ | -------------------------------- |
| JO 1984 Sarajevo    | —        | Épreuve inexistante à cette date | —            | 4e     | Épreuve inexistante à cette date |
| JO 1988 Calgary     | —        | —                                | 21e          | 6e     | —                                |
| JO 1992 Albertville | —        | —                                | —            | 8e     | —                                |

### Championnats du monde
| Édition / Épreuve           | Descente | Super G                          | Slalom géant | Slalom  | Combiné |
| --------------------------- | -------- | -------------------------------- | ------------ | ------- | ------- |
| Mondiaux 1985 Bormio        | —        | Épreuve inexistante à cette date | —            | Or      | —       |
| Mondiaux 1987 Crans-Montana | —        | —                                | Abandon      | Abandon | —       |
| Mondiaux 1989 Vail          | —        | Non-partant                      | 17e          | 5e      | 23e     |
| Mondiaux 1991 Saalbach      | —        | —                                | 18e          | Abandon | —       |

### Coupe du monde
- Meilleur résultat au classement général : 21e en 1986 et 1990
  - 2 victoires : 2 slaloms

#### Saison par saison
- Coupe du monde 1984 :
  - Classement général : 43e
- Coupe du monde 1985 :
  - Classement général : 25e
- Coupe du monde 1986 :
  - Classement général : 21e
    - 1 victoire en slalom : Madonna di Campiglio
- Coupe du monde 1987 :
  - Classement général : 37e
- Coupe du monde 1988 :
  - Classement général : 27e
- Coupe du monde 1989 :
  - Classement général : 22e
- Coupe du monde 1990 :
  - Classement général : 21e
    - 1 victoire en slalom : Kranjska Gora I
- Coupe du monde 1991 :
  - Classement général : 43e
- Coupe du monde 1992 :
  - Classement général : 58e

### Arlberg-Kandahar
- Meilleur résultat : 3e place dans le slalom 1986 à Sankt Anton